# Eduardo Saint Martin
Eduardo Saint Martin es un conductor de radio y televisión y comentarista deportivo mexicano.
Eduardo tiene raíces francesas aunque sus padres son mexicanos. Es egresado de la carrera de Ingeniería Industrial y de Sistemas por el Tec de Monterrey, Campus Estado de México y cuenta con una maestría en Finanzas.
Fue parte del personal de Matutino Express, programa que se dedica a dar noticias e información general pero de manera divertida. Dicho programa se transmite por ForoTV de Televisa, y es encabezado por Esteban Arce amigo de Lalo desde hace muchos años. Saint Martin colabora en la sección de Finanzas, dando notas de interés general o curiosas y hace mofa de ellas. También han trabajado juntos en radio por Radio Trece 1290 AM y actualmente por Reporte 98.5 en el programa 52 minutos, y ha sido corresponsal de CNN en español.
En el ámbito deportivo se especializa en béisbol donde ha colaborado en Televisa y PCTV por varios años, primero saliendo en las transmisiones de béisbol de ESPN cuando PCTV producía para dicha empresa los partidos de LMB y LMP. Desde 2006 a la fecha directamente para los canales de PCTV, es decir TVC y TVC Deportes con las transmisiones como locales de los Diablos Rojos y de algunos otros equipos, donde alternaba como comentarista en cabina y en el terreno de juego y a partir de 2009, encargado al 100% de la crónica en cabina. En TVC Deportes, también ha trabajado en transmisiones de boxeo y tenis.